# Krčne žile
Krčne žile ali varice so bolezensko razširjene vene zlasti na golenih. So največkrat posledica kronične venske insuficience, saj se s povečanjem tlaka v venah žilne stene razmaknejo, zaklopke se ne zapirajo več dobro, kar oteži mišično potiskanje krvi proti srcu. Mišična črpalka začne popuščati. Sčasoma povrhnje vene narastejo čez vse meje, debelijo se in vijugajo - nastanejo krčne žile. 
Krčne žile se pojavijo v štirih osnovnih oblikah, pogosto pa se pojavne oblike tudi prepletajo. 

## Vzroki
Osnovni vzroki za nastanek so prepleteni in so trije: oslabelost venske stene, slabo tesnjenje zaklopk in povišan krvni tlak v venah. 
Dejavniki tveganja so:
- dedna obremenjenost,
- starost,
- spol,
- nosečnost,
- pretirana telesna teža.

## Zdravljenje
V nogah povzročajo krčne žile številne težave: občutek težkih nog, krče, srbenje, pekočo bolečino, nemirne noge.
Če je stanje zelo blago, se uravnava že, če človek ne stoji predolgo in pogosto počiva z rahlo dvignjenimi nogami. Pomagajo tudi gimnastične vaje in šport, izmenično tople kopeli ali umivanje nog. Posebne elastične nogavice, ki jih priporoči zdravnik, preprečijo otekanje nog, hoja pa spodbuja krvni pritisk v nogah.
Krčne žile lahko odstranimo s kirurškim posegom, lahko jih blažimo s pomočjo kompresijskih obvez ali pa jih zdravimo z zdravili.
Med zdravili prevladujejo predvsem zdravila naravnega izvora: izvleček iz semena divjega kostanja oz. escin (topikalno in peroralno), izvleček bodeče lobodike (topikalno) ter flavonoidi (peroralno). Uporabljajo se tudi polsintezni derivati rutina (hidroksietil rutin) (topikalno in peroralno). Topikalno se uporablja tudi pripravke s heparinom ali njegovimi derivati.